# Apostolepis intermedia
Apostolepis intermedia — вид змій родини полозових (Colubridae). Мешкає в Бразилії і Парагваї.

## Поширення і екологія
Apostolepis intermedia відомі зі двома зразками, зібраними в бразильському штаті Мату-Гросу-ду-Сул, та за п'ятьма, зібраними в районі Лагуна-Бланка в Парагваї. Вони живуть в саванах серрадо, можливо, також в Пантаналі.